# Goldenes Rössl

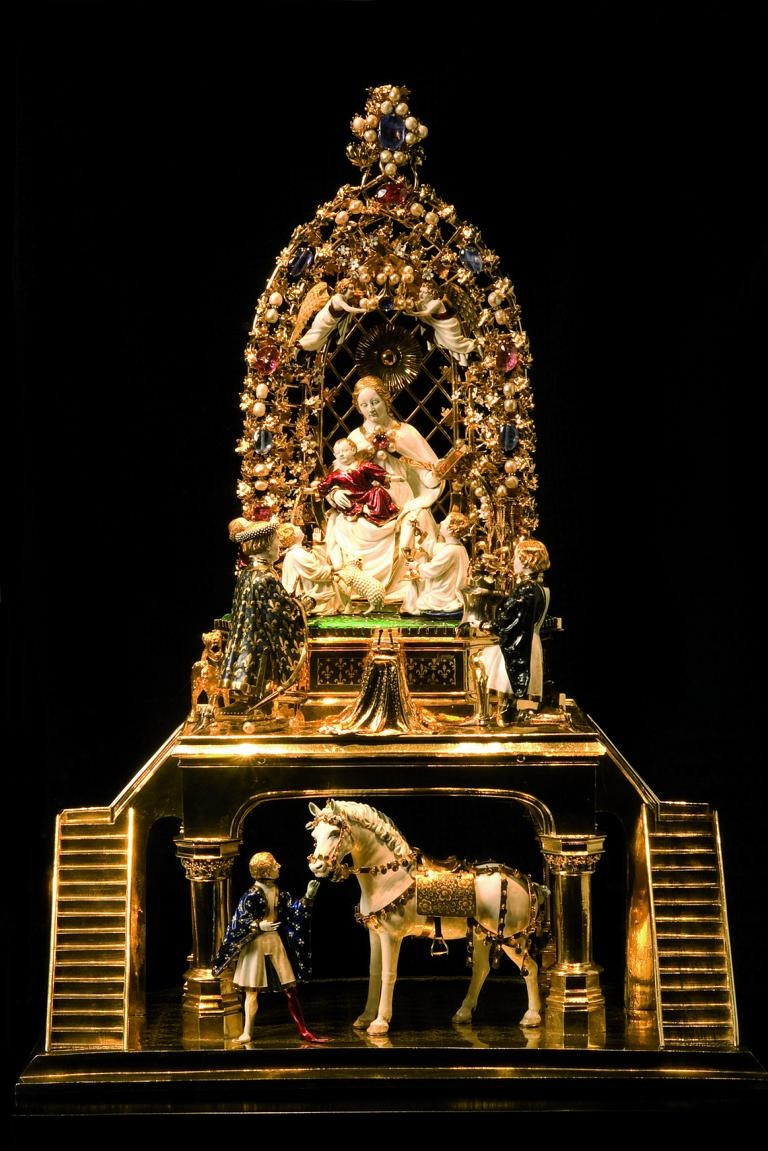
Das „Goldene Rössl“ aus dem Jahr 1404 ist ein 62 cm hohes Altärchen mit einem Aufbau aus vergoldetem Silber und goldenen Figuren, die mit Email überzogen sind.

Das Goldene Rössl ist das Juwel der Altöttinger Schatzkammer. Es ist ein Meisterwerk der Pariser Goldschmiede- und Emailkunst des 15. Jahrhunderts und zählt zu den kostbarsten Kunstschätzen Europas mit einem Versicherungswert im Millionenbereich. Das Werk ist 62 Zentimeter hoch, 45 Zentimeter breit und 27 Zentimeter tief.

## Geschichte
Das Goldene Rössl wurde im Jahre 1404 im Auftrag der französischen Königin Isabeau de Bavière, einer Wittelsbacherin, als Neujahrsgeschenk für ihren Gemahl König Karl VI. angefertigt. Schon kurz nach seiner Entstehung gelangte es als Pfand für eine fällige Jahrespension in den Besitz des Bruders von Isabeau, Herzog Ludwigs des Gebarteten von Bayern-Ingolstadt. Schließlich kam das „Goldene Rössl“ nach dem Aussterben der Ingolstädter Linie in den Besitz der niederbayerischen Herzöge. Diese gaben es 1506 nach Altötting, um Kriegsanleihen für den Landshuter Erbfolgekrieg zu begleichen.
1801, während der Säkularisation, kam das Rössl nach München, wo es eingeschmolzen werden sollte. Die Zerstörung konnte verhindert werden. 20 Jahre später brachte man es wieder zurück nach Altötting. 1921 versuchten zwei Berliner Einbrecher, das Kunstwerk zu stehlen. Sie brachen in die Sakristei ein und feilten das Ross und den Stalldiener ab. Als sie den Alarm auslösten, kam die Polizei, beim anschließenden Schusswechsel wurden beide Einbrecher verwundet, einer erlag seinen Verletzungen.
Von 1992 bis 1995 wurde das Goldene Rössl in den Werkstätten des Bayerischen Nationalmuseums in München unter fachlicher Beratung und Mitarbeit von Kunsthistorikern des Pariser Louvre, des Britischen Museums in London sowie aus Deutschland und Österreich aufwändig restauriert und kehrte nach einer Ausstellung in München im April 1995 wieder an seinen Platz in die Schatzkammer der Stiftskirche von Altötting zurück.
Vom 22. März bis 12. Juli 2004 wurde es in der Sonderausstellung Paris 1400 – Les arts sous Charles VI im Louvre gezeigt. In der Ausstellung „Von Paris nach Bayern – das Goldene Rössl und Meisterwerke der französischen Hofkunst um 1400“ zeigte die Altöttinger Stadtgalerie vom 21. Juli bis 24. September 2006 das Goldene Rössl zusammen mit Exponaten aus dem Pariser Louvre.
Als Papst Benedikt XVI. den bisherigen Standort des Goldenen Rössls, die Schatzkammer der Stiftspfarrkirche St. Philipp und Jakob, 2006 in eine Andachtskapelle umwandelte, wurde 2008 mit dem Bau des Hauses Papst Benedikt XVI. – Schatzkammer und Wallfahrtsmuseum begonnen, wo es seit 2009 aufbewahrt wird.

## Beschreibung
Vor einer mit großen Rubinen und Saphiren sowie Perlen reich verzierten Laube thront auf einem Sockelbau, der mit Fleurs-de-Lys dekoriert ist, Maria mit dem Jesuskind. Unmittelbar davor knien Johannes der Täufer sowie Johannes der Evangelist, links daneben die hl. Katharina von Alexandrien, die von Jesus einen Ring erhält als Hinweis auf die „mystische Verlobung“. Vor dem Sockel kniet links auf einem Kissen der betende König Karl VI. in einem blauen, ebenfalls mit Fleurs-de-Lys reich dekorierten Mantel, gegenüber dessen Chevalier mit dem Helm des Herrschers in Händen. Die Laubenanlage ruht auf einem flachen, von vier dicken Säulen getragenen Gewölbe, begleitet von zwei flankierenden Treppen. Unter dem Gewölbe steht ein gesattelter und reich gezäumter Schimmel, der von einem Reitknecht gehalten wird. Die Laubenanlage und sämtliche figürlichen Darstellungen bestehen aus 24-karätigem Gold. Die hauchdünn getriebenen Figuren sind mit Email in den Farben weiß, rot, grün und blau überzogen. Die Architektur des Sockelgeschosses ist aus Silber gefertigt und feuervergoldet.